# Mesocapromys auritus
Mesocapromys auritus é uma espécie de roedor da família Capromyidae. Endêmica de Cuba, onde é encontrado apenas em Cayo Fragoso, Arquipélago de Sabana, Província de Villa Clara.